# Irish flute

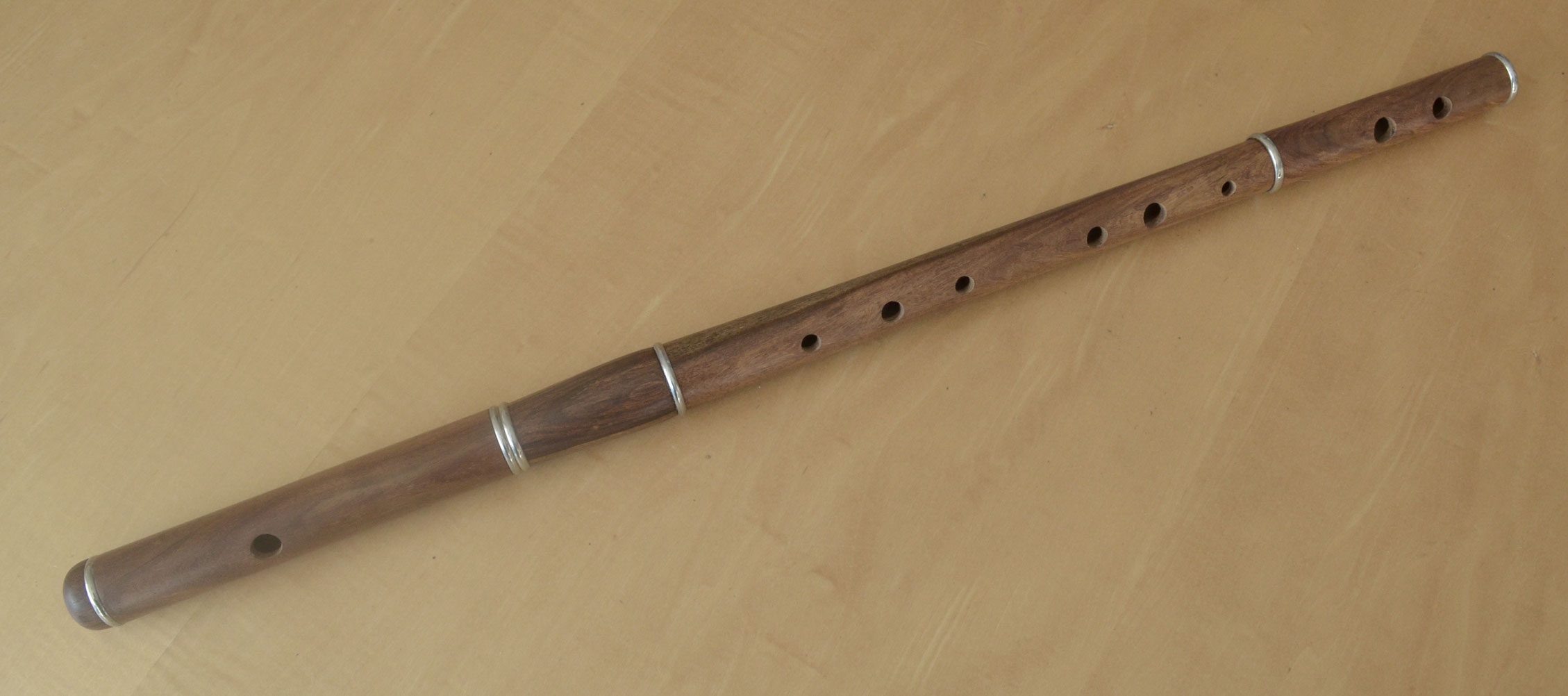
Irish Flute

Die Irish flute (irisch fliúit oder feadóg mhór) ist eine hölzerne Querflöte, die in der irischen Musik eingesetzt wird. Es handelt sich um ein meist klappenloses Instrument, das vornehmlich aus Holz hergestellt wird und eine Weiterentwicklung der Zeit vor Böhms Neuentwicklung darstellt, das im Hinblick auf Intonation und Spielbarkeit ohne Klappen optimiert wurde.
Zunächst nur mit sechs mit den Fingern abzudeckende Löchern ausgestattet (also diatonisch, nur eine Tonart spielbar), wurde sie später zum Teil mit zusätzlichen Bohrungen und Klappen versehen um chromatisch spielbar zu sein. Aufgrund ihres speziellen Klanges wurde sie in der zweiten Hälfte des 19. Jahrhunderts zuerst von der schottischen, dann von der irischen Volksmusik übernommen.
Flötisten, die eine Irish Flute spielen, sind z. B. Matt Molloy (The Chieftains, The Bothy Band), Michael Tubridy, Kevin Crawford (Lúnasa), Paul McGrattan, Jean-Michel Veillon, Sylvain Barou.